# استاد باغبان
استاد باغبان (به انگلیسی: Master Gardener) یک فیلم معمایی، درام و دلهره‌آور آمریکایی محصول سال ۲۰۲۲ به نویسندگی و کارگردانی پل شریدر با بازی جوئل اجرتون، سیگورنی ویور و کوئینتسا سوئیندل است. این فیلم خارج از رقابت در هفتاد و نهمین جشنواره بین‌المللی فیلم ونیز در ۳ سپتامبر ۲۰۲۲ به نمایش درآمد و توسط مگنولیا پیکچرز در ۱۹ می ۲۰۲۳ در ایالات متحده اکران شد.
همچنین سیگورنی ویور نامزد جایزه حلقه منتقدان فیلم فلوریدا برای بهترین بازیگر نقش مکمل زن شد.

## خلاصه داستان
یک باغبان ماهر به نام نارول راث است که در ملک زنی ثروتمند به نام نورما هاورهیل کار می‌کند. اما زمانی که نورما از نارول می‌خواهد که خواهرزاده‌اش را به شاگردی بپذیرد، زندگی نارول دچار هرج و مرج شده و اسراری تاریک از گذشته‌اش آشکار می‌شود که…

## ساخت
فیلمبرداری در لوئیزیانا در ۳ فوریه ۲۰۲۲ آغاز شد.

## بازخوردها
- در وب‌سایت جمع‌آوری نقد راتن تومیتوز از رای ۱۸۴ منتقد، با میانگین امتیاز ۶٫۵ از ۱۰ مثبت است.
- در متاکریتیک، که از میانگین وزنی استفاده می‌کند، بر اساس ۴۵ منتقد، امتیاز ۶۳ از ۱۰۰ را به فیلم اختصاص داد که نشان دهنده نقدهای «به طور کلی مطلوب» است.
- استاد باغبان ۶۶۷٫۱۱۴ دلار در آمریکای شمالی و ۷۶۱۴۸۱ دلار در سایر مناطق، برای مجموع ۱٫۴ میلیون دلار در سرتاسر جهان، در مقابل بودجه تولید ۴ میلیون دلار، به دست آورد.

## انتشار
این فیلم اولین نمایش جهانی خود را خارج از رقابت در هفتاد و نهمین جشنواره بین المللی فیلم ونیز در ۳ سپتامبر ۲۰۲۲ داشت. این فیلم در ۱۹ مه ۲۰۲۳ توسط مگنولیا پیکچرز در ایالات متحده اکران شد. به صورت دیجیتالی توسط مگنولیا هوم اینترتینمنت در ۶ ژوئن ۲۰۲۳ منتشر شد.